# Société québécoise d'initiatives pétrolières
La Société québécoise d'initiatives pétrolières (également désignée par son acronyme SOQUIP) était une société d'État québécoise fondée en 1969, qui avait pour mandat de développer le potentiel pétrolier et gazier du Québec. L'entreprise a mené plusieurs campagnes de prospection dans les régions de la Mauricie et de la Gaspésie dans les années 1970 et 1980. Ses activités ont été fusionnées à celles de la Société générale de financement en 1998.

## Historique

### Constitution (1969)
Le projet de loi 54 instituant la Charte de la Société québécoise d'initiatives pétrolières est déposé par le gouvernement Jean-Jacques Bertrand et est adopté en troisième lecture par l'Assemblée nationale le 24 novembre 1969. Le projet de loi reçoit la sanction du lieutenant-gouverneur le 28 novembre, date à laquelle la charte entre en vigueur et la société est constituée.
La SOQUIP a alors pour objectifs de rechercher, produire, raffiner et vendre des hydrocarbures et est autorisée à s'associer à d'autres personnes ou société pour les atteindre. Le fonds social de la Société, doté de 300 000 actions pour un total de 15 millions de dollars, est attribué au ministère des Finances qui acquiert 30 000 actions par an auprès de la Société jusqu'en 1979. La responsabilité de la société est attribuée au Ministère des Richesses Naturelles.
Au moment de sa création la Société est également désignée officiellement en anglais par le titre Québec Petroleum Operations Company. Cette dénomination est abandonnée en 1977 lorsque la Charte de la langue française entre en vigueur.

### Développements subséquents
En 1974 le projet de loi 17 relève de 15 à 100 millions le capital de la SOQUIP et prévoit la nomination de deux membres supplémentaires à son conseil d'administration. Le projet de loi, présenté en plein choc pétrolier, visait à doter la SOQUIP de ressources complémentaires pour mettre en œuvre la politique gouvernementale publiée en novembre 1972 et notamment financer ses activités de prospection, coûteuses et plus risquées. Le Parti québécois critique à cette occasion la priorité donnée aux activités de prospection, jugeant que la SOQUIP devrait aussi s'investir dans les activités de raffinage et de distribution, plus rentables et susceptible de limiter le pouvoir des grandes compagnies pétrolières. Le député Lucien Lessard pointe l'exemple de la société Petro-Canada, en cours de constitution par le gouvernement fédéral et dotée d'un budget de 1,5 milliard de dollars, qui a un mandat tant de prospection que de raffinage.
Le mandat de prospection pétrolière au Québec aboutit sans découverte significative et la société change sa stratégie dans les années 1970 et acquiert des domaines dans l'Ouest canadien avec un certain succès.
En décembre 1976, le nouveau gouvernement issu des élections du 15 novembre créé le poste de ministre délégué à l'Énergie (attribué à Guy Joron) qui récupère, notamment, la responsabilité de la SOQUIP depuis le Ministère des Richesses naturelles.
Lors de la refonte des lois de 1977 la charte constitutive de la SOQUIP est renommée Loi sur la Société québécoise d'initiatives pétrolières.
En septembre 1984, la SOQUIP annonce le rachat des actifs canadiens de la société américaine Sundance Oil, active dans l'exploration et la production d'hydrocarbures, pour 190 millions de dollars. Pierre Martin, le président de la SOQUIP, reconnaît que l'acquisition n'a pas d'objectif stratégique particuliers mais assure une base de financement récurrent et de quadrupler le domaine minier de l'entreprise en Alberta, passant de 302 200 acres à 1,3 million.
Lors de la campagne pour les élections de 1985, le Parti libéral du Québec annonce qu'élu, il privatiserait la SOQUIP en vendant ses actifs à Gaz Métropolitain pour une centaine de millions de dollars.

### Filiale de la SGF (1998)
Le 20 juin 1998, à la suite d'une annonce faite dans le budget 1998, la SOQUIP devint une filiale de la Société générale de financement (SGF) dans le cadre d'une politique gouvernementale de consolidation des sociétés d'État.